# راهگذر بزرگراهی شرق ایران
دالان بزرگراهی شرق ایران یک راهگذر (کریدور) بزرگراهی است که به عنوان نقطه اتصال دسترسی آسیایی میانه به آب‌های آزاد و دریای عمان به‌شمار می‌رود. این دالان بزرگراهی از مرز سرخس در خراسان رضوی شروع شده و با عبور از استان خراسان جنوبی به استان سیستان و بلوچستان می‌رسد و در بندر چابهار خاتمه می‌ یابد. این راهگذر از سال ۱۳۸۹ شروع شد.